# Christian Sheka Kargbo
Christian Sheka Kargbo (* 10. November 1953 in Gbendembu, Sierra Leone) ist ein sierra-leonischer Diplomat im Ruhestand.

## Ausbildung
Kargbo schloss 1976 ein Studium der Landwirtschaft an der University of Sierra Leone ab, ehe er acht Jahre später an der Illinois State University im Bereich Wirtschaft und Management promovierte.

## Karriere
Kargbo war zwischen 1983 und 1985 Berater für agro-industrielle Projekte der AKP-Gruppe bei der Weltbank, ehe er als Professor für Wirtschaftswissenschaften an die University of Manitoba in Kanada wechselte. 1987 kehrte Kargbo nach Sierra Leone zurück und übernahm eine Professur bei der Universität von Sierra Leone. Gleichzeitig hielt er bis 1988 den Posten des Direktors der Bank of National Development und fungierte als Berater der Bank of Sierra Leone. Als Gründungspräsident der Society for Research and Development war Kargbo bis 1995 vor allem für die Finanzierung von Banken in Afrika und Europa zuständig. Gleichzeitig war er Berater für das Strukturanpassungsprogramm der Europäischen Union.
Kargbo wechselte 1996 in sein erstes politisches Amt als Staatssekretär für Entwicklungsplanung und Wirtschaft und übernahm die leitende Aufgabe zur Wiedereingliederung von Altkämpfern des Bürgerkrieg in Sierra Leone. Zwischen 1997 und 1998 war Kargbo Gouverneur der sierra-leonischen Nationalbank, ehe er ab 2000 erneut als Berater zur Weltbank wechselte.
Ab dem 20. Oktober 2008 übernahm Kargbo den Posten des Botschafters bei der Europäischen Union und Belgien in Brüssel und war gleichzeitig unter anderem beim Heiligen Stuhl akkreditiert. 2013 schied er aus dem Amt aus und kehrte nach Sierra Leone zurück.